# Malotwana Siding
Malotwana Siding est une ville du Botswana.